# Liviu Dragnea
Liviu Nicolae Dragnea (ur. 28 października 1962 w m. Gratia) – rumuński polityk, inżynier i samorządowiec, wicepremier, minister i deputowany, w latach 2015–2019 przewodniczący Partii Socjaldemokratycznej, od 2016 do 2019 przewodniczący Izby Deputowanych.

## Życiorys
W 1987 ukończył studia na Wydziale Transportu Instytutu Politechnicznego w Bukareszcie. Kształcił się także m.in. w szkole administracji publicznej działającej przy włoskim ministerstwie spraw wewnętrznym oraz na Uniwersytecie Obrony Narodowej Rumunii im. Karola I. Od 1987 do 1991 pracował jako inżynier, następnie do 1996 był związany z sektorem prywatnym. W 1996 został wybrany na radnego miejskiego w Turnu Măgurele. Od tegoż roku do 2000 zajmował stanowisko prefekta (przedstawiciela rządu) w okręgu Teleorman. Następnie do 2012 pełnił funkcję przewodniczącego rady tegoż okręgu.
W latach 90. działał w Partii Demokratycznej, był wiceprzewodniczącym okręgowych struktur demokratów. W 2001 przeszedł do postkomunistycznej Partii Socjaldemokratycznej. Pełnił funkcję przewodniczącego miejskiej i okręgowej organizacji PSD. Od stycznia do lutego 2009 przez kilkanaście dni sprawował urząd ministra spraw wewnętrznych w rządzie, którym kierował Emil Boc. W lipcu tego samego roku został pełniącym obowiązki sekretarza generalnego socjaldemokratów, zatwierdzono go na tej funkcji w październiku 2009. W kwietniu 2013 objął nowo utworzone stanowisko prezydenta wykonawczego PSD.
W międzyczasie, w wyborach parlamentarnych w 2012, uzyskał mandat posła do Izby Deputowanych. Od grudnia 2012 do grudnia 2014 był wicepremierem oraz ministrem rozwoju regionalnego i administracji publicznej w drugim i trzecim rządzie Victora Ponty, następnie do maja 2015 ministrem rozwoju regionalnego i administracji publicznej w czwartym gabinecie tegoż premiera. Podał się do dymisji w związku ze skazaniem za oszustwa wyborcze, do których doszło w 2012 przy przeprowadzaniu mającego doprowadzić do odwołania prezydenta Traiana Băsescu referendum. Orzeczono wobec niego karę 1 roku (później podwyższoną do 2 lat) pozbawienia wolności z warunkowym zawieszeniem jej wykonania.
W lipcu 2015, po rezygnacji Victora Ponty z kierowania PSD, Liviu Dragnea objął obowiązki przewodniczącego partii, pokonując w głosowaniu Rovanę Plumb. W październiku tegoż roku wygrał przeprowadzone wśród członków partii wybory na tę funkcję, będąc jedynym kandydatem.
W 2016 utrzymał mandat deputowanego na kolejną kadencję, a kierowani przez niego socjaldemokraci zajęli w tych wyborach pierwsze miejsce. 21 grudnia 2016 został wybrany na przewodniczącego izby niższej rumuńskiego parlamentu. Jako osoba skazana nie mógł objąć funkcji premiera, w międzyczasie wszczęto wobec niego dwa kolejne postępowania karne związane z zarzutami konfliktu interesów i defraudacji. W czerwcu 2018 został skazany na karę 3 lat i 6 miesięcy pozbawienia wolności za nadużycia z okresu zarządzania okręgiem Teleorman. Wyrok ten został utrzymany w mocy przez Sąd Najwyższy w maju 2019, w tym samym miesiącu polityk został osadzony celem odbycia kary. Utracił wówczas funkcję w parlamencie i stanowisko w partii. W lipcu 2021 uzyskał warunkowe przedterminowe zwolnienie.
W 2021 poparł nowe ugrupowanie pod nazwą Alianța Pentru Patrie.